# 李鍾承
李 鍾承（イ・ジョンスン、朝鮮語: 이종승、1923年4月28日 - ?）は、日本統治時代の朝鮮の朝鮮貴族。
本貫は全義李氏。本籍は京城府體府洞（現: ソウル特別市）。

## 生涯
1923年4月28日、日本統治時代の朝鮮で男爵であった李能世の3人目の子供として生まれた。1934年9月、子爵李忠世の死後、養子として入籍した。 1934年10月15日には養父の李忠世が受けた子爵位を継承し、1940年には日本紀元2600年祝典記念招待者に選ばれた。 1942年に東京学習院（当時）を卒業し、1943年5月15日には日本政府から従五位に叙位された。東京帝国大学法学科1年生に在学中の1943年11月15日に帰国し、1943年11月18日には京城府東大門警察署を訪れ、日本軍学徒兵に志願した。 また『京城日報』に実父の李能世とともに日本軍学徒兵支援に関する感想を掲載した。1968年10月30日、ソウル家庭法院（裁判所）から失踪した。現在まで消息は分かっていない。2002年2月18日、親日派708人名簿の朝鮮貴族部門に含まれ、その後も民族問題研究所の親日人名辞典収録者名簿の秀作・習作部門、親日反民族行為真相究明委員会が発表した親日反民族行為705人名簿に含まれた。

## 参考資料
1. ↑  “06년 12월6일 이완용 등 친일반민족행위자 106명 명단 확정 공개” (朝鮮語). 한국일보 (2021年12月6日). 2022年7月25日閲覧。